# Brainbox
Brainbox est un groupe de rock néerlandais, originaire d'Amsterdam. Leur style musical est teinté de rock progressif, de blues et musique folk.

## Biographie
Le groupe est formé à Amsterdam à la fin des années 1960 par Jan Akkerman (guitare), Pierre van der Linden (batterie), Andre Reynen (basse) et Kaz (Kazimir) Lux (chant). Ils ont connu plusieurs succès aux Pays-Bas, dont Between Alpha and Omega, Doomsday Train et Smile. Peu après la sortie de leur premier album, Akkerman et van der Linden quittent le groupe pour rejoindre Focus. Ils sont remplacés par les guitaristes Herman Meyer et Rudie de Quelijoe et par le batteur Frans Smit. Meyer laissa rapidement la place à John Schuursma. 
En 1971, le line-up change de nouveau avec Michel van Dijk au chant, Tony de Queljoe et Ron Meyes aux guitares et Robert Verwey à la basse. Leur popularité sombra et ils se séparèrent en 1972. 
En 2004, Kaz Lux reforme le groupe (mais sans Jan Akkerman) et ils se produisirent aux Pays-Bas.

## Discographie
- 1969 : Brainbox
- 1971 : The Best of Brainbox
- 1972 : Parts
- 1972 : To You
- 1979 : A History
- 2002 : The Very Best Brainbox Album Ever
- 2004 : The Last Train (live)
- 2011 : The 3rd Flood